# Rafael Mijares Ferreiro
Rafael María Felipe Mijares Ferreiro (* 1948; † 1996) war ein mexikanischer Botschafter.

## Leben
Ab 1982 war Mijares Ferreiro in Madrid akkreditiert. Vom 23. September 1988 bis zum 23. Februar 1989 war er Geschäftsträger in Peking. Ab 1992 war Mijares Ferreiro als Botschaftsrat beim Heiligen Stuhl akkreditiert. Enrique Olivares Santana war dort als erster mexikanischer Botschafter nach 1859 akkreditiert. Olivares reiste Anfang 1994 eine Woche nach Mexiko. In einer Biografie von Olivares wird behauptet, dass der Mord an Luis Donaldo Colosio die Regierung von Carlos Salinas de Gortari in Bezug auf ihre Richtlinienkompetenz für die Politik mit der katholischen Kirche verunsichert hätte und er trotz standhaften Nachfragens ohne Weisung blieb. Olivares Santana sei auf Weisung von Johannes Paul II. unvermittelt ein Orden umgehängt worden. Die Annahme der Aufnahme in einen Orden einer fremden Macht wird nach der mexikanischen Verfassung mit dem Entzug der mexikanischen Staatsbürgerschaft geahndet. Ein Ausschuss des Kongresses der Union Mexikos erlässt auf Antrag jeweils ein Gesetz, dass die Annahme unbedenklich sei. Dies unterblieb im Fall von Olivares Santana, worauf er aus dem öffentlichen Leben verschwand und Mijares Ferreiro vom 31. Oktober 1994 bis zum 3. April 1995 Geschäftsträger war.

## Veröffentlichungen
- China y la cuenca del Pacífico, Punto de vista, actividad y perspectivas, in Cuadernos de política internacional: Ausgaben 51–59, 1990

| Vorgänger                | Amt                                                                              | Nachfolger                    |
| ------------------------ | -------------------------------------------------------------------------------- | ----------------------------- |
| Fausto Zapata Loredo     | Mexikanischer Geschäftsträger in Peking 23. September 1988–23. Februar 1989      | Jorge Eduardo Navarrete López |
| Enrique Olivares Santana | Mexikanischer Geschäftsträger beim Heiligen Stuhl 31. Oktober 1994–3. April 1995 | Guillermo Jiménez Morales     |